# Список матчів ФК «Металіст» (Харків) у єврокубкових турнірах
Нижче наведений список усіх матчів футбольного клубу «Металіст» (Харків) у турнірах під егідою УЄФА, місця проведення цих матчів, а також автори голів у складі харків'ян.
За історію своєї участі в єврокубках Металіст здобув 31 перемогу, 15 матчів звів у нічию, 18 програв з загальною різницею м'ячів 90—56.
Найбільшу перемогу «Металіст» здобув над «Дебреценом» 5:0 в сезоні 2010–2011, найбільшої поразки 0:4 зазнав у тому ж сезоні від леверкузенського «Баєра».
| #                       | Дата       | Турнір                               | Місце      | Стадіон                                | Суперник           | Рахунок       | В складі Металіста голи забили               |
| ----------------------- | ---------- | ------------------------------------ | ---------- | -------------------------------------- | ------------------ | ------------- | -------------------------------------------- |
| Тренер — Євген Лемешко  |            |                                      |            |                                        |                    |               |                                              |
| 01                      | 07-09-1988 | Кубок володарів кубків 1/16          | Югославія  | «Міський стадіон», Баня Лука           | «Борац»            | 0:2           |                                              |
| 02                      | 05-10-1988 | Кубок володарів кубків 1/16          | СРСР       | «Металіст», Харків                     | «Борац»            | 4:0           | Тарасов-2, Аджоєв, Єсипов                    |
| 03                      | 26-10-1988 | Кубок володарів кубків 1/8           | Нідерланди | «Каальгейде», Керкраде                 | «Рода»             | 0:1           |                                              |
| 04                      | 09-11-1988 | Кубок володарів кубків 1/8           | СРСР       | «Металіст», Харків                     | «Рода»             | 0:0           |                                              |
| Тренер — Мирон Маркевич |            |                                      |            |                                        |                    |               |                                              |
| 05                      | 20-09-2007 | Кубок УЄФА передгруповий раунд       | Англія     | «Гудісон Парк», Ліверпуль              | «Евертон»          | 1:1           | Едмар                                        |
| 06                      | 04-10-2007 | Кубок УЄФА передгруповий раунд       | Україна    | ОСК «Металіст», Харків                 | «Евертон»          | 2:3           | Едмар, Махдуфі                               |
| 07                      | 18-09-2008 | Кубок УЄФА передгруповий раунд       | Туреччина  | «Іненю», Стамбул                       | «Бешикташ»         | 0:1           |                                              |
| 08                      | 02-10-2008 | Кубок УЄФА передгруповий раунд       | Україна    | ОСК «Металіст», Харків                 | «Бешикташ»         | 4:1           | Джексон Коельо-2, Девіч, Ганцарчик           |
| 09                      | 06-11-2008 | Кубок УЄФА груповий турнір           | Україна    | ОСК «Металіст», Харків                 | «Герта»            | 0:0           |                                              |
| 10                      | 27-11-2008 | Кубок УЄФА груповий турнір           | Туреччина  | «Алі Самі Єн», Стамбул                 | «Галатасарай»      | 1:0           | Едмар                                        |
| 11                      | 03-12-2008 | Кубок УЄФА груповий турнір           | Україна    | ОСК «Металіст», Харків                 | «Олімпіакос» Пірей | 1:0           | Едмар                                        |
| 12                      | 18-12-2008 | Кубок УЄФА груповий турнір           | Португалія | «Да Луж», Лісабон                      | «Бенфіка»          | 1:0           | Рикун                                        |
| 13                      | 18-02-2008 | Кубок УЄФА 1/16                      | Італія     | «Луїджі Ферраріс», Генуя               | «Сампдорія»        | 1:0           | Олійник                                      |
| 14                      | 26-02-2009 | Кубок УЄФА 1/16                      | Україна    | ОСК «Металіст», Харків                 | «Сампдорія»        | 2:0           | Валяєв, Джексон Коельо                       |
| 15                      | 12-03-2009 | Кубок УЄФА 1/8                       | Україна    | «Динамо», Київ                         | «Динамо» Київ      | 0:1           |                                              |
| 16                      | 19-03-2009 | Кубок УЄФА 1/8                       | Україна    | ОСК «Металіст», Харків                 | «Динамо» Київ      | 3:2           | Слюсар-2, Джексон Коельо                     |
| 17                      | 30-07-2009 | Ліга Європи третій відбірковий раунд | Хорватія   | «Кантріда», Рієка                      | «Рієка»            | 2:1           | Єременко, Лисенко                            |
| 18                      | 06-08-2009 | Ліга Європи третій відбірковий раунд | Україна    | ОСК «Металіст», Харків                 | «Рієка»            | 2:0           | Папа Гуйє, Олійник                           |
| 19                      | 20-08-2009 | Ліга Європи передгруповий раунд      | Австрія    | «UPC-Арена», Грац                      | «Штурм»            | 1:1           | Олійник                                      |
| 20                      | 27-08-2009 | Ліга Європи передгруповий раунд      | Україна    | ОСК «Металіст», Харків                 | «Штурм»            | 0:1           |                                              |
| 21                      | 19-08-2010 | Ліга Європи передгруповий раунд      | Кіпр       | «Нео ГСП», Нікосія                     | «Омонія»           | 1:0           | Девіч                                        |
| 22                      | 26-08-2010 | Ліга Європи передгруповий раунд      | Україна    | ОСК «Металіст», Харків                 | «Омонія»           | 2:2           | Девіч, Клейтон Шав'єр                        |
| 23                      | 16-09-2010 | Ліга Європи груповий турнір          | Угорщина   | «Ференц Пушкаш», Будапешт              | «Дебрецен»         | 5:0           | Едмар-2, Клейтон Шав'єр, Фінінью, Валяєв     |
| 24                      | 30-09-2010 | Ліга Європи груповий турнір          | Україна    | ОСК «Металіст», Харків                 | «ПСВ»              | 0:2           |                                              |
| 25                      | 21-10-2010 | Ліга Європи груповий турнір          | Україна    | ОСК «Металіст», Харків                 | «Сампдорія»        | 2:1           | Тайсон, Клейтон Шав'єр                       |
| 26                      | 04-11-2010 | Ліга Європи груповий турнір          | Італія     | «Луїджі Ферраріс», Генуя               | «Сампдорія»        | 0:0           |                                              |
| 27                      | 01-12-2010 | Ліга Європи груповий турнір          | Україна    | ОСК «Металіст», Харків                 | «Дебрецен»         | 2:1           | Одам Боді (аг), Олійник                      |
| 28                      | 16-12-2010 | Ліга Європи груповий турнір          | Нідерланди | «Філіпс», Ейндховен                    | «ПСВ»              | 0:0           |                                              |
| 29                      | 17-02-2011 | Ліга Європи 1/16                     | Україна    | ОСК «Металіст», Харків                 | «Баєр»             | 0:4           |                                              |
| 30                      | 24-02-2011 | Ліга Європи 1/16                     | Німеччина  | «БайАрена», Леверкузен                 | «Баєр»             | 0:2           |                                              |
| 31                      | 18-08-2011 | Ліга Європи передгруповий раунд      | Україна    | ОСК «Металіст», Харків                 | «Сошо»             | 0:0           |                                              |
| 32                      | 25-08-2011 | Ліга Європи передгруповий раунд      | Франція    | «Стадіон Огюста Боналі», Сошо          | «Сошо»             | 4:0           | Соса, Кристальдо-2, Тайсон                   |
| 33                      | 15-09-2011 | Ліга Європи груповий турнір          | Австрія    | «Франц Хорр», Відень                   | «Аустрія»          | 2:1           | Папа Гуйє, Клейтон Шав'єр                    |
| 34                      | 29-09-2011 | Ліга Європи груповий турнір          | Україна    | ОСК «Металіст», Харків                 | «АЗ»               | 1:1           | Тайсон                                       |
| 35                      | 20-10-2011 | Ліга Європи груповий турнір          | Швеція     | «Сведбанк», Мальме                     | «Мальме»           | 4:1           | Кристальдо, Фінінью, Едмар, Девіч            |
| 36                      | 03-11-2011 | Ліга Європи груповий турнір          | Україна    | ОСК «Металіст», Харків                 | «Мальме»           | 3:1           | Тайсон-2, Фінінью                            |
| 37                      | 30-11-2011 | Ліга Європи груповий турнір          | Україна    | ОСК «Металіст», Харків                 | «Аустрія»          | 4:1           | Девіч, Едмар, Гуйє, Соса                     |
| 38                      | 15-12-2011 | Ліга Європи груповий турнір          | Нідерланди | АФАС, Алкмаар                          | «АЗ»               | 1:1           | Девіч                                        |
| 39                      | 16-02-2012 | Ліга Європи 1/16                     | Австрія    | «Ред Булл Арена», Зальцбург            | «Зальцбург»        | 4:0           | Тайсон, Кристальдо—2, Девіч                  |
| 40                      | 23-02-2012 | Ліга Європи 1/16                     | Україна    | ОСК «Металіст», Харків                 | «Зальцбург»        | 4:1           | Хінтереггер (аг), Кристальдо, Бланко, Марлос |
| 41                      | 08-03-2012 | Ліга Європи 1/8                      | Україна    | ОСК «Металіст», Харків                 | «Олімпіакос» Пірей | 0:1           |                                              |
| 42                      | 15-03-2012 | Ліга Європи 1/8                      | Греція     | «Георгіос Караїскакіс», Пірей          | «Олімпіакос» Пірей | 2:1           | Вільягра, Девіч                              |
| 43                      | 29-03-2012 | Ліга Європи 1/4                      | Португалія | «Жозе Алваладе», Лісабон               | «Спортінг»         | 1:2           | Клейтон Шав'єр                               |
| 44                      | 05-04-2012 | Ліга Європи 1/4                      | Україна    | ОСК «Металіст», Харків                 | «Спортінг»         | 1:1           | Кристальдо                                   |
| 45                      | 23-08-2012 | Ліга Європи передгруповий раунд      | Румунія    | «Національ», Бухарест                  | «Динамо» Бухарест  | 2:0           | Клейтон Шав'єр, Кристальдо                   |
| 46                      | 30-08-2012 | Ліга Європи передгруповий раунд      | Україна    | ОСК «Металіст», Харків                 | «Динамо» Бухарест  | 2:1           | Бланко, Кристальдо                           |
| 47                      | 20-09-2012 | Ліга Європи груповий турнір          | Німеччина  | «БайАрена», Леверкузен                 | «Баєр»             | 0:0           |                                              |
| 48                      | 04-10-2012 | Ліга Європи груповий турнір          | Україна    | ОСК «Металіст», Харків                 | «Рапід» Відень     | 2:0           | Едмар, Клейтон Шав'єр                        |
| 49                      | 25-10-2012 | Ліга Європи груповий турнір          | Норвегія   | «Леркендал», Тронгейм                  | «Русенборг»        | 2:1           | Марлос, Клейтон Шав'єр                       |
| 50                      | 08-11-2012 | Ліга Європи груповий турнір          | Україна    | ОСК «Металіст», Харків                 | «Русенборг»        | 3:1           | Тайсон, Клейтон Шав'єр, Торрес               |
| 51                      | 23-11-2012 | Ліга Європи груповий турнір          | Україна    | ОСК «Металіст», Харків                 | «Баєр»             | 2:0           | Кристальдо, Клейтон Шав'єр                   |
| 52                      | 06-12-2012 | Ліга Європи груповий турнір          | Австрія    | «Герхард Ганаппі», Відень              | «Рапід» Відень     | 0:1           |                                              |
| 53                      | 14-02-2013 | Ліга Європи 1/16                     | Англія     | «Сент-Джеймс Парк», Ньюкасл            | «Ньюкасл»          | 0:0           |                                              |
| 54                      | 21-02-2013 | Ліга Європи 1/16                     | Україна    | ОСК «Металіст», Харків                 | «Ньюкасл»          | 0:1           |                                              |
| 55                      | 30-07-2013 | Ліга чемпіонів 3-й кв. раунд         | Греція     | «Тумба», Салоніки                      | «ПАОК»             | 2:0           | Девіч—2                                      |
| 56                      | 07-08-2013 | Ліга чемпіонів 3-й кв. раунд         | Україна    | ОСК «Металіст», Харків                 | «ПАОК»             | 1:1           | Бланко                                       |
| Тренер — Ігор Рахаєв    |            |                                      |            |                                        |                    |               |                                              |
| 57                      | 21-08-2014 | Ліга Європи передгруповий раунд      | Польща     | «Стадіон «П'ясту» в Гливицях», Гливиці | «Рух»              | 0:0           |                                              |
| 58                      | 28-08-2014 | Ліга Європи передгруповий раунд      | Україна    | НСК «Олімпійський», Київ               | «Рух»              | 1:0 (дод.час) | Клейтон Шав'єр                               |
| 59                      | 18-09-2014 | Ліга Європи груповий турнір          | Україна    | «Львів-Арена», Львів                   | Трабзонспор        | 1:2           | Володимир Гоменюк                            |
| 60                      | 02-10-2014 | Ліга Європи груповий турнір          | Бельгія    | Дакнам (стадіон), Локерен              | Локерен            | 0:1           |                                              |
| 61                      | 23-10-2014 | Ліга Європи груповий турнір          | Україна    | «Динамо», Київ                         | Легія              | 0:1           |                                              |
| 62                      | 06-11-2014 | Ліга Європи груповий турнір          | Польща     | «Пепсі-Арена», Варшава                 | Легія              | 1:2           | Василь Кобін                                 |
| 63                      | 27-11-2014 | Ліга Європи груповий турнір          | Туреччина  | Хюсеїн Авні Акер (стадіон), Трабзон    | Трабзонспор        | 1:3           | Володимир Гоменюк                            |
| 64                      | 11-12-2014 | Ліга Європи груповий турнір          | Україна    | «Львів-Арена»,Львів                    | Локерен            | 0:1           |                                              |

## Бомбардири
В списку представлені футболісти, що забили понад 2 м'ячів у турнірах під егідою УЄФА.
| #  | Ім'я               | Матчі (В основному складі) | Голи |
| -- | ------------------ | -------------------------- | ---- |
| 1  | Клейтон Шав'єр     | 30 (30)                    | 11   |
| 2  | Хонатан Крістальдо | 22 (18)                    | 10   |
| 2  | / Марко Девич      | 35 (21)                    | 10   |
| 3  | / Едмар            | 45 (41)                    | 9    |
| 4  | Тайсон             | 21 (20)                    | 7    |
| 5  | Денис Олійник      | 15 (10)                    | 4    |
| 6  | Джексон Коельо     | 14 (12)                    | 4    |
| 8  | Папа Гуйє          | 48 (47)                    | 3    |
| 8  | Фінінью            | 22 (21)                    | 3    |
| 10 | Сергій Валяєв      | 26 (21)                    | 2    |
| 10 | Валентин Слюсар    | 13 (13)                    | 2    |
| 10 | Хосе Соса          | 21 (21)                    | 2    |
| 10 | / Юрій Тарасов     | 4 (2)                      | 2    |
| 10 | Володимир Гоменюк  | 4 (2)                      | 2    |